# Gneu Pompeu Magne (gendre de Claudi)
Gneu Pompeu Magne (en llatí Gneus Pompeius Magnus) formava part de la gens Pompeia. D'ascendència incerta, ja que els historiadors antics no en donen la genealogia, probablement era fill de Marc Licini Cras Frugi (cònsol l'any 27) i d'Escribònia, filla de Luci Escriboni Libó i d'una dona de nom desconegut. La seva àvia materna era Cornèlia Pompeia. Al període imperial es donaven alguns casos de persones que agafaven els cognoms materns en lloc dels paterns.
Calígula no li va permetre utilitzar el cognomen Magne però a la seva mort aquest dret li va ser reconegut per l'emperador Claudi, amb la filla del qual, Antònia, es va casar. Claudi el va enviar al senat romà per anunciar la seva victòria a Britànnia. Més tard a instigació de l'emperadriu Valèria Messalina, va ser executat per orde del mateix Claudi.